# كنانينجا
کنانينجا (بالإنجليزية: Knaninja)‏ اسم لطوطم في أساطير استراليا للأسلاف يعيش كأرواح في السماء. 